# Överums gravkapell
Överums gravkapell är ett kapell som tillhör Överums församling i Västerviks kommun.

## Orgel
- 1978 byggde A. Mårtenssons Orgelfabrik, Lund, en mekanisk orgel till kyrkan.

Disposition:
| Manual C-g3       | Pedal C-d1 |
| Gedackt 8'        | Bihängd    |
| Rörpommer 4'      |            |
| Waldflöjt 2'      |            |
| Nasat 1 1/3'      |            |
| Crescendosvällare |            |